# Општина Бер
Општина Бер (грч. Δήμος Βέροιας, Димос Веријас) је општина у Грчкој у Иматијском округу, периферија Средишња Македонија. Административни центар је град Бер.

## Насељена места
Општина Бер је формирана 1. јануара 2011. године спајањем 5 некадашњих административних јединица: Апостол Павле, Бер, Вергина, Добра и Македонида.
- Општинска јединица Апостол Павле: Макрохори, Брањате, Ђавато, Кулура, Луковица, Нови Ликојани.

- Општинска јединица Бер: Бер, Амос, Асомата, Георгијани, Долјани, Доњи Комнинио, Доњи Шел, Кастанија, Кидонохори, Комнинио, Ксироливадо, Лазохори, Лефкопетра, Лужица, Меси, Микра Санда, Рахи, Света Варвара, Свети Илија, Тарамон.

- Општинска јединица Вергина: Вергина, Метохи Продрому, Палатиција, Сикија.

- Општинска јединица Добра: Јанчишта, Јаворница, Костохори, Лијановрохи, Света Марина, Свети Никола, Туркохор, Чорново.

- Општинска јединица Македонида: Ризомата, Братиништа, Восово, Даскио, Елафина, Кокова, Порос.